# St. Koloman
St. Koloman é um município da Áustria, situado no distrito de Hallein, no estado de Salzburgo. Tem 56 km² de área e sua população em 2019 foi estimada em 1.747 habitantes.